# Jay Tavare
Jay Tavare (* 18. Juni 1968 in der Navajo Nation Reservation, Arizona) ist ein amerikanischer Schauspieler vom Volk der Westlichen Apache. Neben seiner Tätigkeit als Schauspieler engagiert er sich für die Unterstützung der Indianer in amerikanischen Reservaten.

## Herkunft
Jay Tavares Mutter ist Angehörige der White Mountain Apache (Dzil Łigai Si’án Ndee, „Volk der White Mountains“), einer Gruppe der Westlichen Apachen; sein Vater gehört zu den Navajo. Da jedoch beide Völker matrilokal (der Mann zieht bei der Hochzeit zur Familie seiner Frau und deren Siedlung) und matrilinear (die Abstammung wird durch die Familie der Frau bestimmt) sozial organisiert waren, wird Tavare als Westlicher Apache bezeichnet.

## Filmografie (Auswahl)
- 1994: Street Fighter – Die entscheidende Schlacht (Street Fighter)
- 1996: Einsame Entscheidung (Executive Decision)
- 1999: Unbowed
- 2000: Grizzly Mountain – Flucht in die Vergangenheit (Escape to Grizzly Mountain)
- 2002: Adaption – Der Orchideen-Dieb (Adaption.)
- 2003: The Missing
- 2003: Unterwegs nach Cold Mountain (Cold Mountain)
- 2004: El Padrino
- 2005: Into the West – In den Westen (Into The Westen, Miniserie, eine Folge)
- 2006: Pathfinder – Fährte des Kriegers (Pathfinder)
- 2008: Turok: Son of Stone (Stimme von Koba)
- 2008: CSI: Miami (Fernsehserie, Folge 6x21 „Going Ballistic“)
- 2015: Bone Tomahawk